# Le Visiteur maléfique
Pour les articles homonymes, voir The Visitor (homonymie).
Pour plus de détails, voir Fiche technique et Distribution.
Le Visiteur maléfique (Stridulum) est un film d'horreur italo-américain réalisé par Giulio Paradisi (crédité sous le nom de Michael J. Paradise), sorti en 1979.

## Synopsis
Depuis des siècles, un extraterrestre bienveillant, qui se nomme le Visiteur, cherche à éliminer le démon Satyn qui se trouve désormais sur Terre. Avant de mourir anéanti par Yahweh, Satyn a réussi à inséminer plusieurs femmes pour qu'elles donnent naissance à ses héritières. L'une d'entre elles, une fillette maléfique de 8 ans, Katie, vit avec sa mère célibataire, Barbara. Chargé d'éliminer l'enfant qui a des dons télékinétiques et dangereux, le Visiteur, qui n'est autre que le messager du Bien, débarque à Atlanta et se fait passer pour un vieux baby-sitter pour tenter d'approcher Katie et de la tuer. 
De leur côté, un groupe de satanistes au service de Satyn, mené par un certain Raymond, enlève sa mère pour l'inséminer pour qu'elle tombe enceinte d'un petit garçon qui porterait les gènes du Dieu oiseau. Dès lors, alors que le monde est au bord de l'Apocalypse, les forces du Bien et du Mal vont s'affronter sans pitié autour de Katie et de sa mère.

## Fiche technique
- Titre original italien : Stridulum
- Titre américain : The Visitor
- Titre français : Le Visiteur maléfique
- Réalisation : Giulio Paradisi (crédité sous le nom de Michael J. Paradise)
- Scénario : Luciano Comici et Robert Mundi
- Montage : Roberto Curi
- Musique : Franco Micalizzi
- Photographie : Ennio Guarnieri
- Production : Ovidio G. Assonitis
- Sociétés de production : Brouwersgracht Investments, Film Ventures International et Swan American Film
- Pays de production :  États-Unis,  Italie
- Langue originale : anglais
- Format : couleur
- Genre : horreur
- Durée : 99 minutes
- Dates de sortie : 
  - Italie : 3 août 1979
  - France : 21 novembre 1980

## Distribution
- John Huston : Jerzy Colsowicz
- Mel Ferrer : Dr. Walker
- Glenn Ford (VF : Roland Ménard) : détective Jake Durham
- Lance Henriksen : Raymond Armstead
- Shelley Winters : Jane Phillips
- Sam Peckinpah : Dr. Sam Collins
- Joanne Nail : Barbara Collins
- Paige Conner : Katy Collins
- Kareem Abdul-Jabbar : lui-même (non crédité)
- Franco Nero : Jésus Christ (non crédité)